# Opentracker
opentracker是一个BitTorrent伺服软件，是一个啤酒软件，其特点是快速性和低系统资源消耗。

## 特点
opentracker的速度比其他的伺服软件快很多，占用内存也更少，就连在嵌入式系统中都运行自如。程序的实例可以在集群中同时运行，因为不同实例间可以相互同步。opentracker同时支持HTTP协议和UDP协议，后者的负载仅为前者的一半。同时，opentracker还支持IPv6、gzip压缩和黑名单。因为曾有人的IP地址暴露在伺服列表中而以侵害版权被起诉，opentracker可以生成随机IP地址而避免以上情况。

## 所用技术
opentracker可以完全在内存中运行，这就是它速度快的原因。它完全由C语言写成，使用libowfat库管理网络连接。

## 使用情况
程序的作者运营着全球第二大的BitTorrent伺服器denis.stalker.h3q.com，而全球最大的BitTorrent伺服器海盗湾也在2007年底开始使用opentracker之前他们使用自己的Hypercube。挪威的挪威广播公司也用opentracker来发布自己的电视剧。